# Satoshi Kamiya
Satoshi Kamiya (jap. 神谷 哲史, Kamiya Satoshi; * 6. Juni 1981 in Nagoya, Japan) ist ein japanischer Origami-Meister. Die Origami-Kunst lernte er bereits ab dem zweiten Lebensjahr. Zu seinen bekanntesten Werken zählen der Shinryū Bahamut (神竜バハムート, Shinryū Bahamūto, 1997) nach dem Spiel Bahamut Lagoon und der Ancient Dragon (エンシェントドラゴン, Enshento Doragon, 2002), die wie viele seiner Figuren von Computerspielen und Manga stammen.
Die meisten Werke Kamiyas sind sehr komplex, so benötigen beide Drachen etwa 250 Schritte zur Fertigstellung und werden aus Quadraten (Folie oder dünnes Papier) mit 0,5 m Kantenlänge gefaltet.

## Veröffentlichungen
Works of Satoshi Kamiya, 1995–2003 Origami House, 2005
Works of Satoshi Kamiya 2, 2002–2009 Origami House, 2012
World of Super-Complex Origami Soshimu, 2010. ISBN 978-4-88337-710-7
Works of Satoshi Kamiya 3, Origami House, 2019